# Résonance quadripolaire nucléaire
La spectroscopie de résonance quadripolaire nucléaire (RQN) est une technique analytique liée à la résonance magnétique nucléaire.

## Principe
Elle s'applique uniquement aux noyaux de spin ≥ 1, tels que l'azote 14N, 35Cl et 63Cu, qui ont un moment quadripolaire électrique en plus de leur moment magnétique nucléaire. Ceci entraine une levée de dégénérescence sous le seul effet des gradients de champ électriques au niveau du noyau. Ces gradients sont provoqués par les distributions électroniques non isotropes. Les transitions entre différents états du spin nucléaire peuvent alors se produire même en l'absence de champ magnétique appliqué (voir interaction quadripolaire) ; La technique est parfois appelée « RMN en champ nul ».

## Applications
La RQN ne peut être mesurée que pour les solides, car pour les liquides les mouvements browniens moyennent l'interaction quadripolaire à zéro.
Les applications concernent en particulier la détection des explosifs (contenant de l'azote),.